# Lakkenahalli, Hiriyur
Lakkenahalli là một làng thuộc tehsil Hiriyur, huyện Chitradurga, bang Karnataka, Ấn Độ.